# Igualeja (kommunhuvudort)
Igualeja är en kommunhuvudort i Spanien.   Den ligger i provinsen Provincia de Málaga och regionen Andalusien, i den södra delen av landet, 400 km söder om huvudstaden Madrid. Igualeja ligger 708 meter över havet och antalet invånare är 1 052.
Terrängen runt Igualeja är huvudsakligen kuperad, men åt sydost är den bergig. Runt Igualeja är det glesbefolkat, med 10 invånare per kvadratkilometer. Närmaste större samhälle är Ronda, 12,9 km norr om Igualeja. 